# Euthymia
Euthymia is een geslacht van rechtvleugeligen uit de familie veldsprinkhanen (Acrididae). De wetenschappelijke naam van dit geslacht is voor het eerst geldig gepubliceerd in 1875 door Stål.

## Soorten
Het geslacht Euthymia omvat de volgende soorten:
- Euthymia bolivari Finot, 1903
- Euthymia fasciata Walker, 1870
- Euthymia polychroma Brancsik, 1893